# Anacamptodes herse
Anacamptodes herse är en fjärilsart som beskrevs av William Schaus 1912. Anacamptodes herse ingår i släktet Anacamptodes och familjen mätare. Inga underarter finns listade i Catalogue of Life.